# Estadio Sucre de Surapata
El Estadio Sucre es un estadio de fútbol ubicado en la popular zona de Surapata de la ciudad de Sucre, capital de Bolivia.
Su propietario es la Universidad Pedagógica de la ciudad de Sucre. Tiene una capacidad total en sus tres tribunas de 5 000 espectadores. Su construcción data de los años 50, en ese histórico escenario se jugaron partidos de la Copa Simón Bolivar 1960-1976 cuando esta categoría era la máxima categoría del fútbol boliviano y se jugaron y aún se juegan partidos de la asociación de fútbol chuquisaqueño.
En este estadio también se jugó la Liga profesional del fútbol boliviano durante 14 años ininterrumpidamente desde su creación en 1977 hasta 1992 año que fue relegado en su uso por el nuevo y moderno Estadio Olímpico Patria inaugurado a finales de 1992.
Este estadio fue sede de los partidos tanto locales, de la Copa Simón Bolivar y de la Liga Profesional del Fútbol boliviano de clubes históricos de la ciudad como el gran Stormer´s, el Decano del fútbol chuquisaqueño, Junín su tradicional adversario, Independiente Petrolero, Universitario, Fancesa, Policar, Magisterio Rural y otros.